# Siklós
Siklós (in tedesco Sieglos) è una città dell'Ungheria situato nella contea di Baranya, nella regione del Transdanubio Meridionale di 9.944 abitanti (dati 2009)

## Società

### Evoluzione demografica
Secondo i dati del censimento 2001 il 91,4% degli abitanti è di etnia ungherese, il 3,0% di etnia croata e il 2,1% di etnia tedesca